# Konstantin Bakradze
Konstantin Spiridonowicz Bakradze (gruz. კონსტანტინე (კოტე) სპირიდონის ძე ბაქრაძე, ros. Константин Спиридонович Бакрадзе; ur. 24 listopada 1898 w Gruzji, zm. 28 kwietnia 1970 w Tbilisi) – gruziński filozof radziecki.
W 1940 r. został profesorem filozofii i logiki na Uniwersytecie w Tbilisi. Zajmował się historią filozofii (przede wszystkim myślą przedstawicieli klasycznej idealistycznej filozofii niemieckiej: Kant, Fichte, Schelling, Hegel), współczesnymi kierunkami myśli filozoficznej (od połowy XIX wieku do lat 60. XX wieku) oraz logiką.
Zalicza się go do czołowych przedstawicieli myśli marksistowskiej w Gruzji, a także badaczy historii z punktu widzenia materializmu dialektycznego z bloku państw demokracji ludowych.

## Ważniejsze prace
- Filozofia Hegla. System i metoda (Tbilisi 1958; tłum. Zbigniew Kuderowicz, PWN, Warszawa 1965);
- Logika (Tbilisi, 1951);
- Z dziejów filozofii współczesnej (tłum. Halina Zelnikowa, PWN, Warszawa 1964).